# Rachel Nergård
Rachel Linda Birgitta Nergård (* 13. November 1972 in Musken) ist eine lulesamische Pädagogin und Sprachaktivistin sowie ehemalige Kommunalpolitikerin aus Norwegen.

## Leben
Die Samin Rachel Nergård kam als jüngstes von vier Kindern des Paares Andreas Paulus Andreassen Nergård (* 1945) und Sigrid Knutsen (* 1943) in Måsske (norwegisch Musken), einer Ortschaft in der Kommune Divtasvuodna/Tysfjord, zur Welt und hat einen Bruder sowie zwei Schwestern. Sie studierte an der Universität Nordland (damals Hochschule) in Bodø. Sowohl im September 1993 als auch im September 1997 kandidierte Nergård bei den Wahlen zum Sameting. Dabei stand sie für die ausschließlich im Wahlkreis Midtre Nordland antretende Midtre Nordland Samepolitiske Parti jeweils auf Listenplatz 8, verpasste allerdings bei beiden Wahlen den Einzug in das samische Parlament.
Nergård arbeitete zunächst als Lehrerin für Lulesamische Sprache in der Schule von Ájluokta (Drag in der Kommune Hábmer/Hamarøy), ehe sie im Jahr 2004 in den nordschwedischen Ort Váhtjer (schwedisch Gällivare) zog. Dort ist sie in gleicher Funktion tätig. Im Februar 2013 publizierte sie ein lulesamisches Lern- und Lesebuch für Erstklässler, dass erstmals im samischen Kulturzentrum Árran in Ájluokta öffentlich vorgestellt wurde. Darüber hinaus engagiert sie sich in den jährlichen lulesamischen Aktionswochen in ihrem Heimatort Måsske, und sie gehörte im September 2018 zu den Mitorganisatoren von Minoritetsspråksfestivalen, eines in Váhtjer veranstalteten Festivals für die Minderheitensprachen Sami und Meänkieli.
Rachel Nergård hat vier Töchter. Im Jahr 2001 wurde im Rahmen des Projektes Das Rote Sofa des Fotokünstlers Horst Wackerbarth porträtiert.

## Veröffentlichungen (Auswahl)
- 2013 Mån dån måj: låh-kåm-girj-je, Ájluokta, Báhko ISBN 9788279430452

### Übersetzungen ins Lulesamische
- 2010 Karen Inga Eira, Inger Ellen Gaup (Illustrationen: Siv Marit Turi Ekaas): Ánin dánin: muv barggogirjje, Karasjok, Davvi Girji ISBN 978-82-7374-789-1
- 2016 Maren Uthaug: Akti lij muhtem sábme: Vargga duohta substas sámehiståvrås, CálliidLágádus ISBN 978-82-8263-214-0